# Guaraguaoonops
Genre
Guaraguaoonops est un genre d'araignées aranéomorphes de la famille des Oonopidae.

## Distribution
Les espèces de ce genre sont endémiques du Brésil.

## Liste des espèces
Selon World Spider Catalog (version 15.0, 2014) :
- Guaraguaoonops hemhem Brescovit, Rheims & Bonaldo, 2012
- Guaraguaoonops humbom Brescovit, Rheims & Bonaldo, 2012

## Publication originale
- Brescovit, Rheims, Bonaldo, Santos & Ott, 2012 : The Brazilian goblin spiders of the new genus Guaraguaoonops (Araneae: Oonopidae). American Museum novitates, no 3735, p. 1-13 (texte intégral).